# Central Arnhem Road
Central Arnhem Road - droga stanowa nr 24 o długości 670 km w Australii, na obszarze Terytorium Północnego. Łączy drogę Stuart Highway w pobliżu miejscowości Mataranka i Katherine, z droga Melville Bay, 12 km od Nhulunbuy i 6 km od Yirrkala, na półwyspie Ziemia Arnhema.